# Palesztin labdarúgó-szövetség
Palesztin labdarúgó-szövetség (Angol Palestinian Football Federation-, arabul: الاتحاد الفلسطيني لكرة القدم, magyar átírásban: Ittihád al-Filasztíni li-Kurat al-Kadam).

## Történelme
1962-ben alapították.
1998-tól a Nemzetközi Labdarúgó-szövetségnek (FIFA) és az Ázsiai Labdarúgó-szövetség nek (AFC) tagja. Fő feladata a nemzetközi kapcsolatokon kívül, a  Palesztin labdarúgó-válogatott férfi és női ágának, a korosztályos válogatottak illetve a nemzeti bajnokság szervezése, irányítása. A működést biztosító bizottságai közül a Játékvezető Bizottság (JB) felelős a játékvezetők utánpótlásáért, elméleti (teszt) és cooper (fizikai) képzéséért.